# Paul Bredow
Paul Bredow (1902 – Göttingen, 1945. december) SS-tiszt volt a Harmadik Birodalomban, több német koncentrációs táborban töltött be vezető tisztséget.
Származását tekintve sziléziai felmenőkkel rendelkezett. Pályafutását az SS berkein belül a Grafeneckben és a Hartheim-kastélyban létesült eutanáziacentrumokban kezdte. Később Treblinkába vezényelték, ahová a táborba érkező első SS-csapattal és a tábor kinevezett parancsnokával, SS-Hauptsturmführer Franz Stanggal érkezett. Itt a deportáltak holmijait szortírozó SS-kommandót irányította. A Reinhard-hadművelet keretein belül 1943 tavaszáig teljesített szolgálatot Treblinkában. Ekkor a sobibóri megsemmisítő táborba helyezték át, itt teljesedett ki mélyreható gyűlölete és szadizmusa a foglyokkal szemben. Szokása volt, hogy személyesen lőtt fejbe 50 zsidót naponta, ezt közvetlen felettese, Christian Wirth tudtával és teljes támogatásával követte el. 
A háború vége előtt a trieszti koncentrációs táborban szolgált, ahonnan már csak a háború végezte után tért vissza Németországba, ahol pár hónapig ácsként dolgozott.
A holokauszt egyik legkegyetlenebb háborús bűnösét 1945 decemberében egy baleset következtében Göttingenben érte a halál.